# Alberto Facundo Costa
Alberto Facundo Costa "Tino Costa" (Buenos Aires, 9 de gener de 1985) és un futbolista argentí, que actualment juga de migcampista al Genoa CFC d'Itàlia.

## Carrera esportiva

### Inicis
Conegut com a Tino Costa va començar la seua carrera a l'Argentina jugant per al club local La Terrazza. A l'edat de 17 anys, va prendre l'arriscada decisió de marxar del país per anar a jugar a l'illa de Guadalupe per tal de jugar al Racing Club de Basse-Terre a la Guadeloupe Division d'Honneur. Costa va estar dos anys al club guanyant ambdues voltes el doblet de lliga i copa. A l'edició de 2004 de la final de Copa va jugar com a títular en la victòria per 3-1 sobre l'AS Gosier. La seua actuació cridà l'atenció del Racing Club de París, que li va oferir un contracte de prova. Finalment va fitxar pel club parisí, aleshores en tercera National, jugant en 28 partits i marcant 3 gols. La següent temporada, va fitxar pel Pau FC, un altre club en la mateixa categoria. A Pau, Costa va jugar en 39 partits i marcant 4 gols, lliurant-se per poc del descens en ambdues ocasions.
En deixar l'equip, Costa va fitxar per tercera volta per un equip de la mateixa categoria, el FC Sète. Allà, va jugar 29 partits i marcà 3 gols. Va ser nomenat millor jugador de la categoria, la qual cosa li va valdre l'interès de clubs de divisions superiors.

### Montpellier
Costa va fitxar pel Montpellier, equip de Ligue 2 per a la temporada 2008-09, després d'acceptar un contracte de tres anys. Va debutar amb l'equip en el primer partit de la temporada, jugant els 90 minuts complets en un partit que acabà en derrota davant el Racing Club de Strasbourg. Va fer el seu primer gol a l'equip unes quantes setmanes més tard, en una victòria per 4-0 al Reims. Aquella temporada el Montpellier va ser cap de grup a la promoció a Ligue 1. El club va ascendir matemàticament després d'una victòria per 2-1 sobre l'Strasbourg, equip que també estava lluitant per la promoció. Costa va marcar l'últim gol del partit. En tota la temporada, Costa va fer 8 gols i 11 assistències.
En acabar la temporada, diversos equips de primera s'interessaren per Costa, però va refusar qualsevol oferta i va romandre a Montpeller, signant una ampliació de contracte per quatre temporades l'1 de juliol de 2009. La temporada 2009/10 va ser una de les figures de l'equip, amb 31 partits, 7 gol i 11 assistències. El Montpellier va acabar cinquè i es va classificar per a l'Europa League. Però tot i l'èxit, va decidir canviar d'aires.

### València

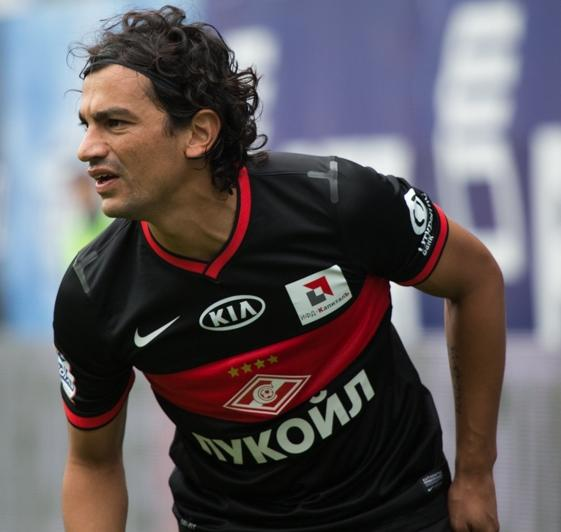
El Tino, amb la samarreta de l'Spartak de Moscou.

L'1 de juliol de 2010, Costa va fitxar pel València Club de Futbol per €6.5 milions, signant un contracte per quatre anys. Va marcar el seu primer gol per al València en el seu debut a la Lliga de Campions. El centrecampista va fer un gol des de migcamp, en un partit que el València guanyaria per 0-4 al Bursaspor.
El seu primer gol en lliga el va fer en un partit que enfrontà al València contra el Getafe el 14 de novembre de 2010. El 18 de desembre va fer el seu segon gol en lliga amb un altre gol des de fora de l'àrea, disparant una falta contra la Reial Societat. Aquella primera temporada va jugar 32 partits i va marcar 6 gols.
La temporada 2011/12, Tino Costa és un dels puntals del seu equip, que acabaria 3r a la lliga, i arribant a semifinals de la Copa del Rei i a l'Europa League. El migcampista argentí, va jugar 41 partits i va marcar 7 gols.
La temporada 2012/13 va començar amb rumors que Tino Costa podria fitxar per l'Spartak de Moscou, però finalment el València li va ampliar el seu contracte fins a l'any 2015 i li va millorar la fitxa. Aquella temporada els mals resultats van precipitar canvi d'entrenador i en el consell d'administració del club, i malgrat que Tino Costa va jugar 42 partits i va marcar 3 gols, tant el nou entrenador del València, com el nou president van decidir vendre'l a Spartak de Moscou.

### Spartak de Moscou
En el club de Moscou debuta el 16 de juliol, en un partit contra el Krylya Sovetov i en aquell partit també marca el seu primer gol. Al final d'aquella temporada, l'Spartak acabaria 5è a la lliga i Tino Costa jugaria un tota de 27 partits i marcaria tres gols. Tot i començar la temporada 2014/15 amb el club moscovita, la manca de titularitat, fa que accepti ser cedit al Genoa CFC d'Itàlia.

### Genoa
El 5 de gener de 2015 és oficialitzada la seva cessió al Genoa fins al 30 de juny. En el club rossoblù debuta el 6 de gener, entrant al minut 72, en el partit Genoa-Atalanta i que va finalitzar 2-2.

### Selecció argentina
Costa va debutar amb la selecció argentina l'1 de juny de 2011, en un partit amistós on el combinat argentí va perdre 4-1 davant Nigèria.

## Estadística de Carrera
(Actualitzat el 9 de gener de 2015)
| Club              | Temporada     | Lliga   | Lliga | Lliga   | Copa    | Copa | Copa    | Europa  | Europa | Europa  | Total   | Total | Total   |
| Club              | Temporada     | Partits | Gols  | Assists | Partits | Gols | Assists | Partits | Gols   | Assists | Partits | Gols  | Assists |
| ----------------- | ------------- | ------- | ----- | ------- | ------- | ---- | ------- | ------- | ------ | ------- | ------- | ----- | ------- |
| RC Basse-Terre    | 2003–04       | –       | –     | –       | –       | –    | –       | –       | –      | –       | –       | –     | –       |
| Total             | Total         | –       | –     | –       | –       | –    | –       | –       | –      | –       | –       | –     | –       |
| Racing Paris      | 2004–05       | 28      | 3     | 3       | 0       | 0    | 0       | 0       | 0      | 0       | 28      | 3     | 3       |
| Total             | Total         | 28      | 3     | 3       | 0       | 0    | 0       | 0       | 0      | 0       | 28      | 3     | 3       |
| Pau               | 2005–06       | 31      | 2     | 4       | 1       | 0    | 0       | 0       | 0      | 0       | 32      | 2     | 4       |
| Pau               | 2006–07       | 31      | 2     | 5       | 1       | 0    | 0       | 0       | 0      | 0       | 32      | 2     | 5       |
| Total             | Total         | 62      | 4     | 9       | 2       | 0    | 0       | 0       | 0      | 0       | 64      | 4     | 9       |
| Sète              | 2007–08       | 29      | 3     | 7       | 0       | 0    | 0       | 0       | 0      | 0       | 29      | 3     | 7       |
| Total             | Total         | 29      | 3     | 7       | 0       | 0    | 0       | 0       | 0      | 0       | 29      | 3     | 7       |
| Montpellier HSC   | 2008–09       | 35      | 8     | 0       | 0       | 0    | 0       | 0       | 0      | 0       | 35      | 8     | 0       |
| Montpellier HSC   | 2009–10       | 31      | 7     | 2       | 1       | 0    | 0       | 0       | 0      | 0       | 32      | 7     | 2       |
| Total             | Total         | 66      | 15    | 2       | 1       | 0    | 0       | 0       | 0      | 0       | 67      | 15    | 2       |
| València CF       | 2010–11       | 24      | 4     | 0       | 1       | 0    | 0       | 7       | 2      | 0       | 32      | 6     | 0       |
| València CF       | 2011–12       | 27      | 5     | 1       | 5       | 1    | 0       | 9       | 1      | 0       | 41      | 7     | 1       |
| València CF       | 2012–13       | 31      | 1     | 0       | 3       | 2    | 0       | 8       | 0      | 0       | 42      | 3     | 0       |
| Total             | Total         | 82      | 10    | 1       | 9       | 3    | 0       | 24      | 3      | 0       | 115     | 16    | 1       |
| Spartak de Moscou | 2013–14       | 24      | 3     | 0       | 1       | 0    | 0       | 2       | 0      | 0       | 27      | 3     | 0       |
| Spartak de Moscou | 2014–15       | 7       | 0     | 0       | 1       | 0    | 0       | 0       | 0      | 0       | 8       | 0     | 0       |
| Total             | Total         | 34      | 3     | 0       | 2       | 0    | 0       | 2       | 0      | 0       | 38      | 3     | 0       |
| Genoa CFC         | 2014–14       | 1       | 0     | 0       | 0       | 0    | 0       | 0       | 0      | 0       | 1       | 0     | 0       |
| Total             | Total         | 1       | 0     | 0       | 0       | 0    | 0       | 0       | 0      | 0       | 1       | 0     | 0       |
| Total carrera     | Total carrera | 302     | 38    | 22      | 14      | 3    | 0       | 26      | 3      | 0       | 342     | 44    | 22      |